# Grubber

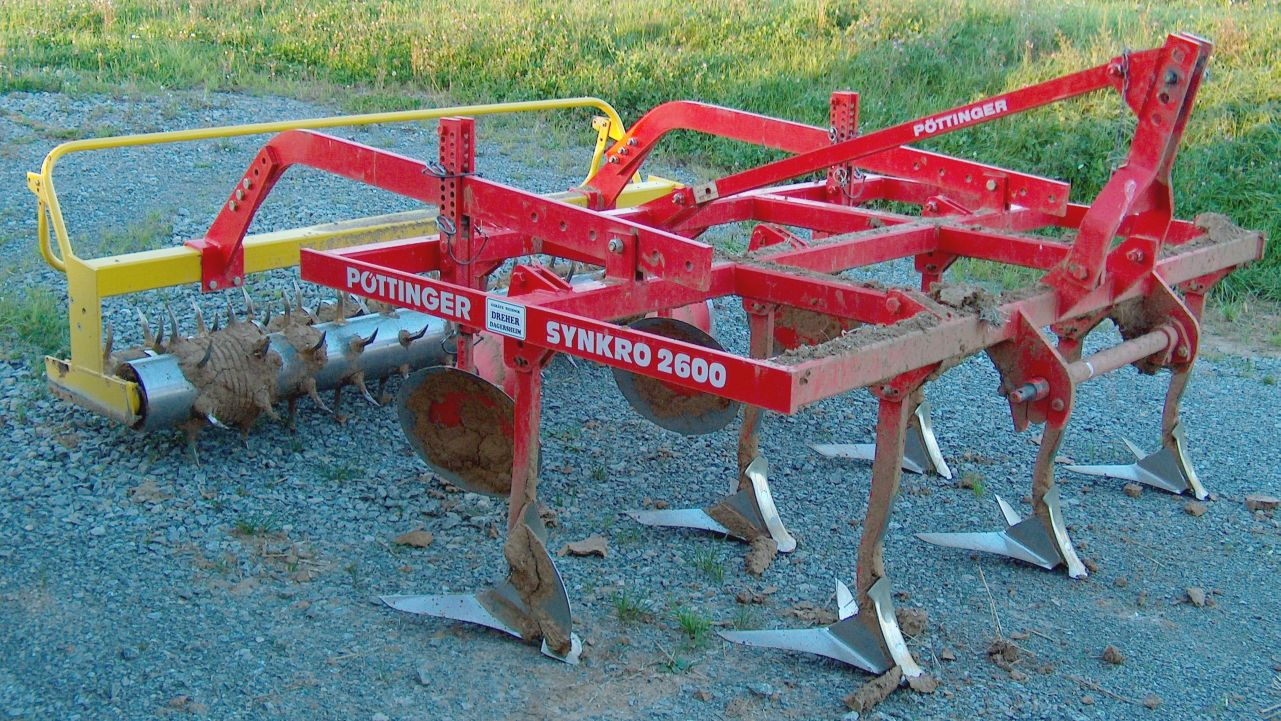
Flügelschargrubber

Der Grubber (englisch to grub ‚graben‘) ist ein landwirtschaftliches Gerät zur nichtwendenden Bodenbearbeitung, das zur Lockerung und Krümelung des Bodens sowie zur Unkrautbekämpfung und Einarbeitung von organischen Materialien (z. B.: Erntereste, Dünger etc.) in den Boden eingesetzt wird. Kleinformen als Gartengeräte (mit beweglichen messerähnlichen Rädern oder drei Zinken an einem Stiel) werden ebenfalls als Grubber bezeichnet.
- In den leichteren, ursprünglichen Ausführungsarten wird er auch Feingrubber, Kultivator oder Krümler genannt. Das überwiegende Einsatzgebiet bei der Saatbettbereitung wird nachfolgend beschrieben.
- In Kombination mit Eggen und anderen Bodenbearbeitungsgeräten werden Grubber als Saatbettkombination zur Saatbettbereitung verwendet.
- In Kombination mit Saat- und Pflanzmaschinen sind Grubberschare auch an Strip-Till- und Mulchsaatgeräte angebracht.
- Eine weitere Variante des Grubbers ist der Schwergrubber. Dieser kann den Ackerboden ohne Vorarbeit krumentief lockern, ein Verfahren zur Bodenlockerung, welches in der pfluglosen Bodenbearbeitung verbreitet ist.

## Geschichte

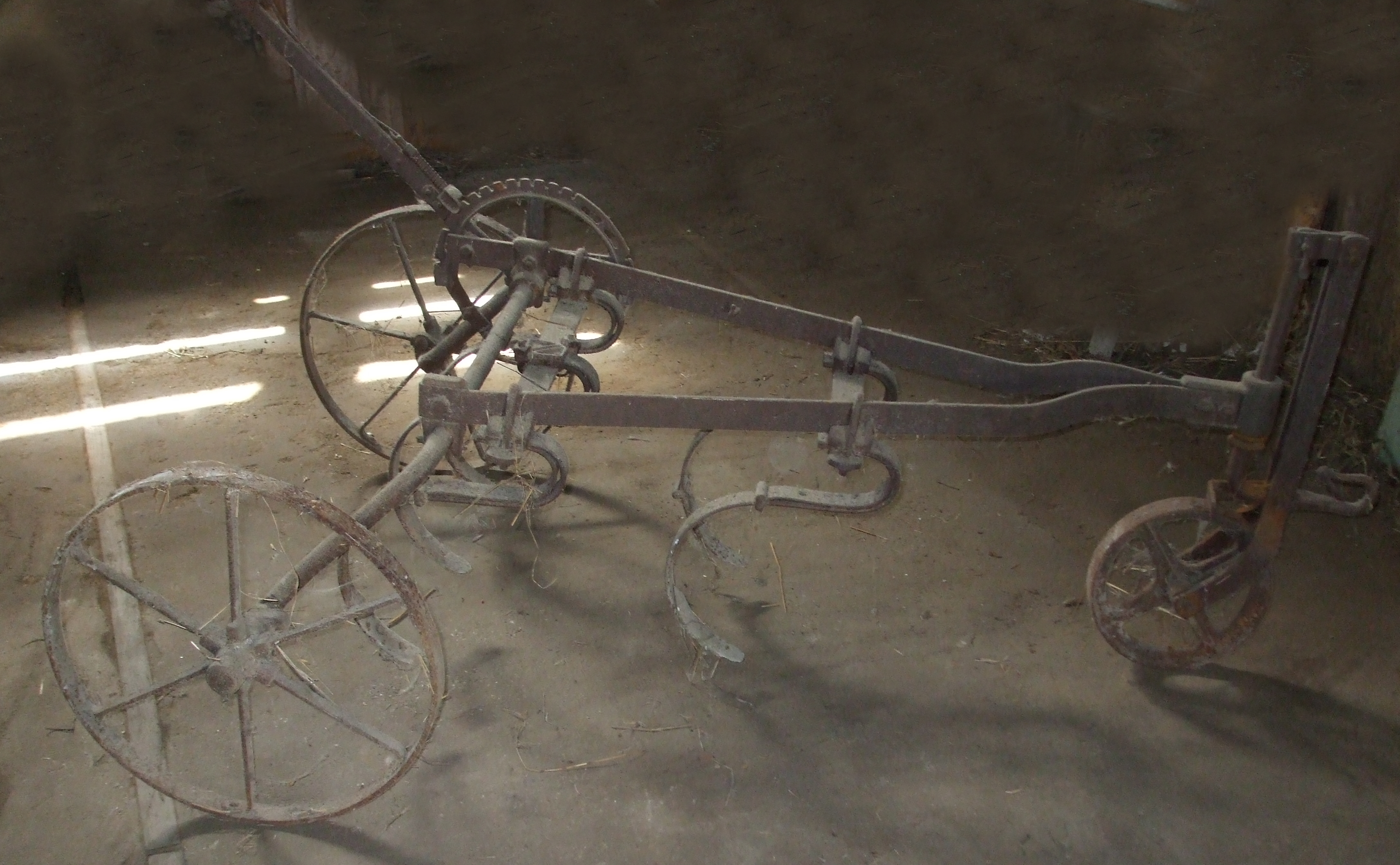
Grubber mit fünf Zinken für Zugtier

Der Grubber ist die Mechanisierung des Sauzahns (vom hakenförmigen Grabstock abgeleitet), beziehungsweise von Karst und Krail. Ab Mitte des 19. Jahrhunderts wurden die Grubber in starrer Bauweise gefertigt. Der Tiefgang, die Arbeitsbreite und die Zahl der Zinken war aufgrund der geringen Zugkraft der Zugtiere beschränkt. Der Grubber wurde von Beginn an zur Einsparung von Pflugarbeiten benutzt. Er diente der Lockerung der Winterfurche im Frühjahr bzw. auf unkrautfreien Ackerflächen der Saatbettbereitung für Frühjahrskulturen. In Regionen mit sandigen Böden wurde er auch zur Stoppelbearbeitung und Saatbettbereitung für Sommerzwischenfrüchte benutzt.
Mit dem Beginn der Mechanisierung wurden ab 1900 sehr unterschiedliche Grubbertypen entwickelt.
Federzahnzinken – und in neueren Versionen an Hydraulikzylindern befestigte Zinken – lösten die ursprünglich – durch Scherbolzen gesicherten – starr am Rahmen befestigten Zinken ab.

## Einsatzmöglichkeiten

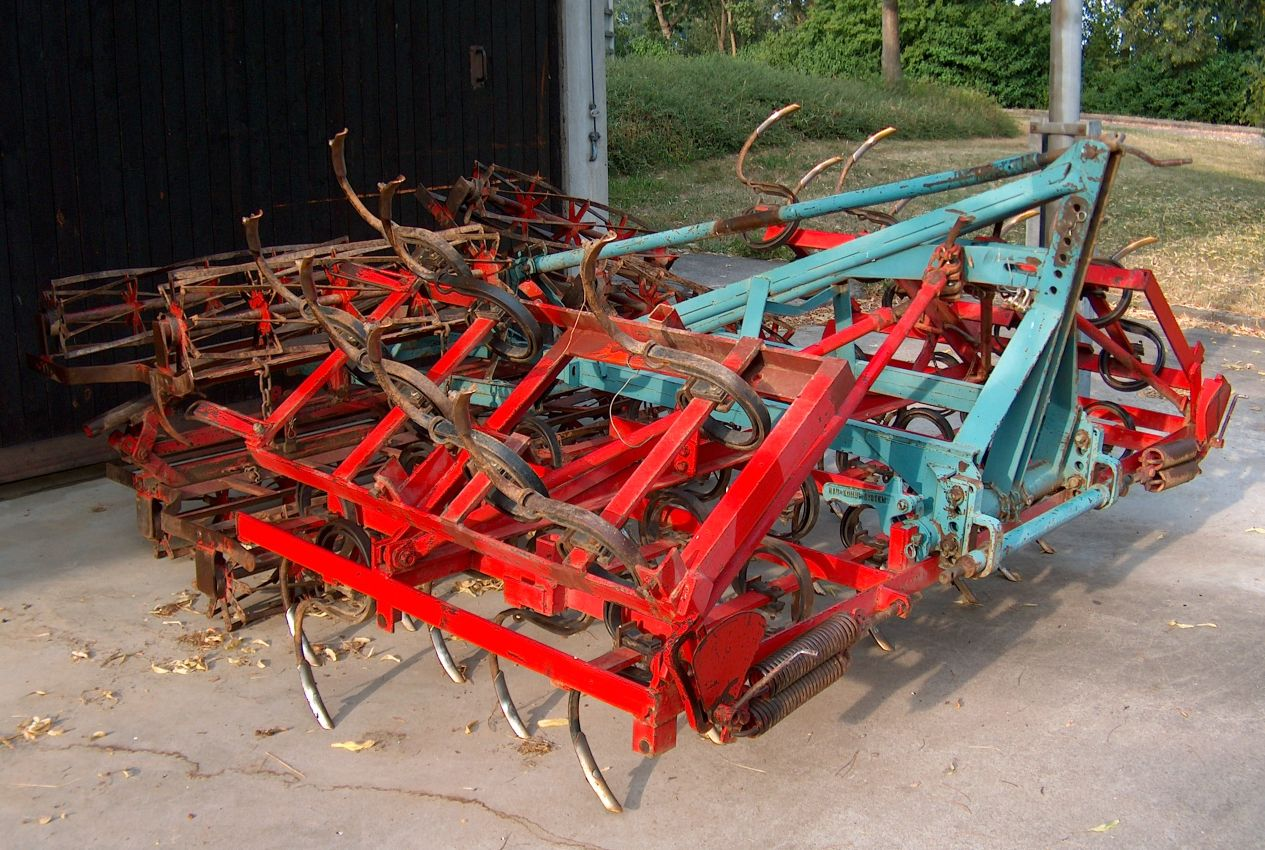
Saatbettkombination mit Federzinkenkultivator und Doppelschrägstab-Wälzegge (Krümler) als Nachläufer

- Mit dem Kultivator (= leichter Federzinkengrubber) werden gepflügte Ackerflächen eingeebnet, um  ein ideales Saatbett zu bereiten. Das Pflügen kann dabei sowohl im Herbst (Winterfurche) oder im Frühjahr geschehen. Je nach Kultur und Aussaattechnik ist eine Saatbettbereitung mit dem Kultivator notwendig, um die optimalen Gegebenheiten (feinkrümeliges, gut abgesetztes Saatbett) zu schaffen.

- Bei der Ausbringung von Gülle oder Jauche reichen Eggen zur fachgerechten Einarbeitung dieser Dünger nicht aus. In diesen Fällen ist ein Grubber mit genügend Bearbeitungstiefe und Durchmischungseffekt (z. B. mit Gänsefußscharen) ein ideales Bearbeitungsgerät.

- Als Teil einer Saatbettkombination zur Bereitung eines optimalen Saatbettes dient der Grubber zum Aufreißen und Lockern der obersten Bodenschicht. Die nachlaufenden Geräte, meist eine Egge mit nachlaufender Walze, krümeln den gelockerten Boden weiter und drücken ihn zur Vorbereitung des notwendigen Bodenschlusses des einzubringenden Saatgutes in Saattiefe an. Der Tiefgang des Grubbers wird hierbei so begrenzt, dass untergepflügtes Material nicht wieder an die Oberfläche gelangt.

- Nach der Ernte eignet sich der Feingrubber auch als Gerät zur Stoppelbearbeitung. Dazu ist die Menge des verbliebenen Strohs auf dem Feld zu beachten, da eine gute Durchmischung von Boden und Stroh durch die flache Bearbeitung nur bedingt möglich ist.

- Verbreitern von Brandschneisen und vergleichbare Vorhaben.